# Gunnar Ström (folkpartist)
Gunnar Ström, född 17 mars 1942, är en svensk före detta politiker (folkpartist). Han var Folkpartiets partisekreterare 1977–1979.
Gunnar Ström utsågs till en ny tjänst som biträdande partisekreterare i Folkpartiet 1972. Han var tidigare under några år personlig sekreterare till partiledaren Gunnar Helén och efterträddes som sekreterare av Hans Bergström.